# Genkse School

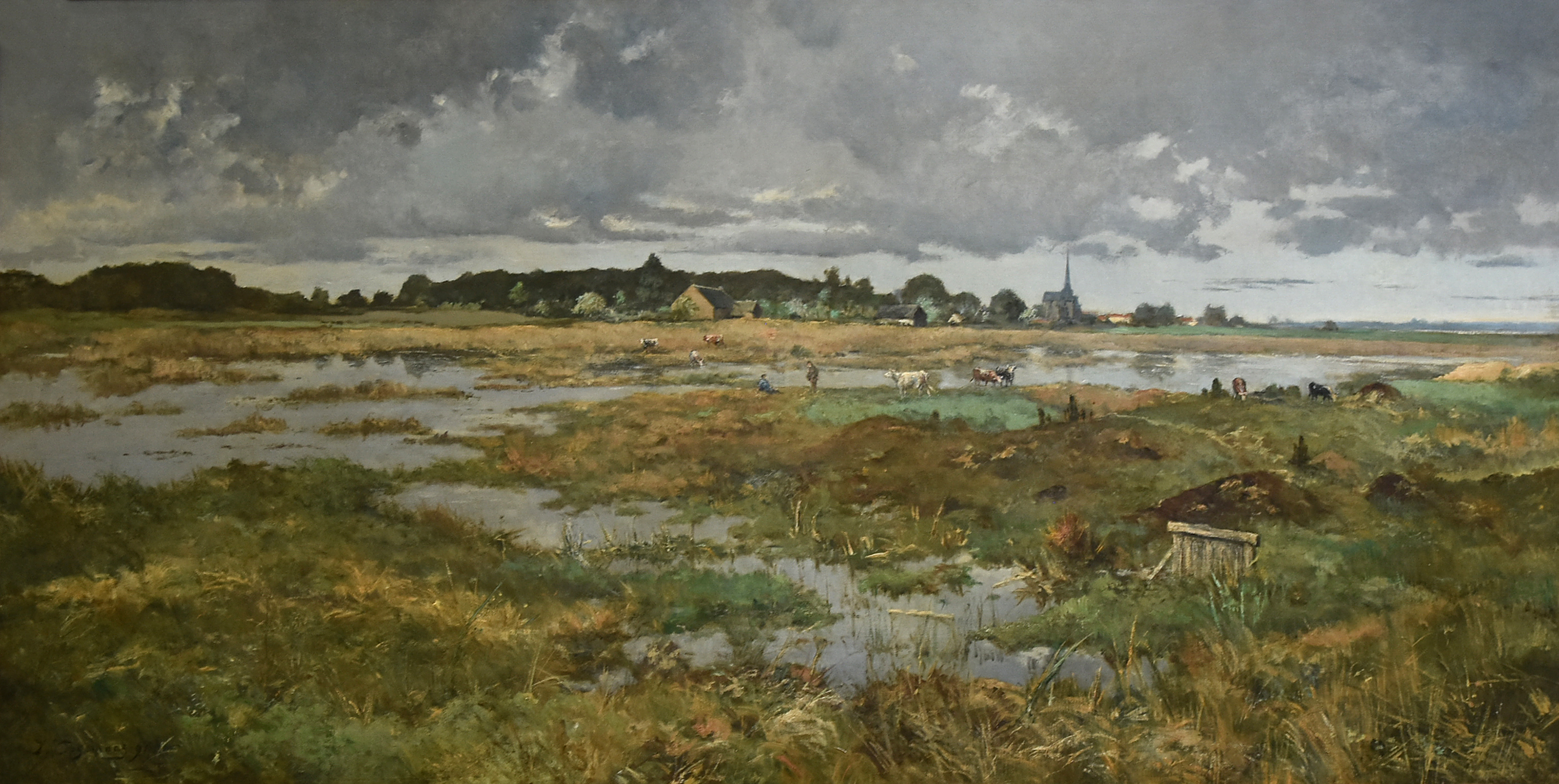
Joseph Coosemans - Moeras te Genk (1891) - olieverf op doek - collectie Emile Van Dorenmuseum

De Genkse School is een overkoepelende benaming die gegeven wordt aan een aantal kunstenaars die, of aan een genre schilderkunst uit de tweede helft van de 19e en van de vroege 20e eeuw dat pittoreske landelijke hoekjes uit het Belgische Genk (toen nog Genck geschreven) en omgeving centraal plaatst.
Tussen de kunstenaars die de landschapsschilderkunst beoefenden bestond er geen gestructureerd verband via een kunstenaarsvereniging en feitelijk slaat de term ook enkel op dàt segment van hun oeuvre dat aan Genk gelinkt is.
Naast de pittoreske dorpskern van Genk met neogotische kerk, was vooral het omliggende landschap en toen nog grotendeels verlaten, barre omliggende heideland dat de kunstenaars naar de Limburgse Kempen bracht : Gelieren, Houthalen, Kelchterhoef, Hengelhoef, Zutendaal, Opoeteren, As, Lanklaar…
Kunstenaars zakten naar Genk af, en zij brachten bij een volgende gelegenheid op hun beurt weer anderen mee. Hôtel de la Cloche was de meest geliefde verblijfplaats voor de landschapsschilders. Het hotel groeide vanaf de jaren 1840 uit een klein logement van oud-burgemeester Remans. 
De naam en faam van het hotel wordt bevestigd door een intrigerend artikel dat Octave Maus in 1890 aan het hotel wijdde naar aanleiding van de dood van uitbater Jean Gilkens. Dit artikel uit L'Art Moderne somt een aantal kunstenaars op die in de periode 1870-1880 actief waren in Genk en het betreft de grootste namen uit de Belgische landschapsschildergeschiedenis. Ook hun voorgangers, stichtende leden van de Société Libre des Beaux-Arts zoals Louis Dubois, Jules Raeymaekers, Joseph Coosemans, Edouard Huberti, Louis Artan de Saint-Martin en Théodore Baron waren actief in het kunstenaarsoord Genk. Later, vanaf de jaren 1890 werd Hôtel des Artistes, uitgebaat door Emile Van Doren en zijn vrouw en dochter, een geduchte concurrent van Hôtel de la Cloche. Naast deze twee bekendste hotels lagen verschillende kleine hotels en logementen verspreid over het kleine centrum van het Kempendorp dat Genk toen nog was.
Edmond Tschaggeny was een van de vroegste kunstenaars die Genk aandeden. In zijn nagelaten schetsen zitten tekeningen die tot in 1846 teruggaan. Ook tussen 1854 en 1859 kwam hij er enkele keren terug.
Ook François Roffiaen ontdekte heel vroeg de Limburgse Kempen en zakte in de jaren 1850 af naar het afgelegen Kempense boerendorp. Hiermee behoort Genk tot de vroegst bekende kunstenaarsdorpen van het land, samen met onder andere Tervuren waar de pleinairisten hun schildersezel en plein air neerplantten.
Belangrijke promotoren voor het Genkse landschap waren onder andere Evariste Carpentier en Joseph Coosemans die vanuit hun functie aan respectievelijk de Academie van Luik en het Hoger Instituut voor Schone Kunsten te Antwerpen hun leerlingen naar het ongerepte Genk stuurden.
Internationale belangstelling voor Genk kwam al snel op gang, met Jules Breton (1827-1906) als een van de eerste buitenlandse bezoekers in 1859, gevolgd door onder andere Elinor Barnard (1872-1949), Henry Taylor Wyse (1870-1951) en James Riddel (1857-1928).
Er zijn meer dan tweehonderdvijftig kunstenaars bekend die in de periode 1840 en 1940 in Genk actief waren en daarmee tot de Genkse School gerekend worden. Tot de bekendste behoren Louis Dubois, Louis Artan, Théodore Fourmois, Alphonse Asselbergs, Edouard Huberti, Alfred De Knyff, Edmond De Schampheleer, Emile Van Doren, Armand Maclot, Euphrosine Beernaert, Louise Héger, François Roffiaen, Isidore Verheyden, Ludovic Janssen, Willy Minders, Théodore Baron, François Halkett, Elinor Barnard, Anna Boch, Herman Richir, Maurice Mareels e.v.a. Mogelijk is ook het werk En Campine van Théo Van Rysselberghe uit de collectie van het Museum voor Schone Kunsten Gent in de omgeving van Genk geschilderd. 
Het Emile Van Dorenmuseum herbergt een mooie collectie landschapsschilderijen die het verhaal van de Genkse school illustreert.
Verwante schildersscholen zijn de School van Tervuren, Molse School en de Kalmthoutse School.